# 8922 Kumanodake
A 8922 Kumanodake (ideiglenes jelöléssel 1996 VQ30) a Naprendszer kisbolygóövében található aszteroida. T. Okuni fedezte fel 1996. november 10-én.